# Ebodina simplex
Ebodina simplex es una especie de polilla de la familia Tortricidae. Se encuentra en Filipinas (Luzón), Vietnam y Papúa Nueva Guinea.